# ليهونغ تونغ
ليهونغ تونغ (بالفيتنامية: Lê Quang Tung)‏ (و. 1923 – 1963 م) هو سياسي فيتنامي، ولد في Hương Trà ‏، توفي في قاعدة تان سون ناهت الجوية، عن عمر يناهز 40 عاماً.